# Jackie Chan
Jackie Chan, MBE (n. Chan Kong-sang, 陳港生; 7 aprilie 1954) este un actor, coregraf de lupte, comediant, regizor, producător, expert al artelor marțiale, scenarist, antreprenor, cântăreț și cascador originar din Hong Kong. În filmele sale, este cunoscut pentru stilul acrobatic de luptă, sincronizarea sa comică, folosirea armelor improvizate și cascadoriile sale inovative. Jackie Chan este actor din anii 1960 și a apărut în peste 100 de filme.
Chan a obținut stele pe Hong Kong Avenue of Stars și pe Hollywood Walk of Fame. În 2016 a primit Premiul Onorific Oscar. Fiind un simbol cultural, Chan a fost pomenit în diverse cântece pop, desene animate și jocuri video. Un solist de operă, Chan este de asemenea și un cântăreț de Cantopop și Mandopop, lansând mai multe albume și cântând o mare parte din piesele de generic ale filmelor în care a jucat.

## Copilăria
Chan s-a născut pe 7 aprilie 1954, în Hong Kong, China, sub numele de Chan Kong-sang, fiind fiul lui Charles și Lee-Lee Chan, refugiați din Războiul Civil Chinez. A fost poreclit Paopao (în chineză: 炮炮, având sensul de „ghiulea”), pentru că nu stătea niciodată locului. Din moment ce părinții săi lucrau pentru consulul francez din Hong Kong, Chan și-a petrecut anii de formare în apropierea reședinței consulului, în districtul Victoria Peak.
Chan a urmat Școala Primară Nah-Hwa din insula Hong Kong, unde a ratat primul an, tatăl său retrăgându-l de la școală. În 1960, tatăl său a emigrat în Canberra, Australia, pentru a lucra pe postul de bucătar-șef în ambasada americană, în timp ce Chan a fost trimis la Academia de Arte Teatrale Chineze, o școală de operă condusă de directorul Yu Jim-yuen. Chan s-a antrenat în mod riguros în următorii zece ani, excelând în arte marțiale și acrobatică. A devenit unul din membrii Seven Little Fortunes (în română: „Cele șapte mici comori”), un grup alcătuit din cei mai buni elevi ai școlii, primind de la maestrul său numele de Yuen Lo . Chan a devenit bun prieten cu colegii săi de grup Sammo Hung și Yuen Biao, cei trei având să poarte ulterior numele de Three Brothers („Cei trei frați”) sau Three Dragons („Cei trei dragoni”).
La 8 ani, a apărut alături de o parte din Little Fortunes, în filmul Big and Little Wong Tin Bar (1962), cu Li Li Hua în rolul mamei sale. Chan a jucat încă odată cu Li în următorul an, în The Love Eterne (1963) și a avut un rol minor în filmul din 1966 Rândunica de aur, regizat de King Hu. În 1971, după o apariție specială într-un alt film Kong Fu, A Touch of Zen, Chan și-a început cariera de adult în industria cinematografică, semnând inițial cu Great Earth Film Company a lui Chu Mu. La vârsta de 17 ani, a fost cascador în filmele cu Bruce Lee, Fist of Fury și Enter the Dragon, sub numele de scenă Chan Yuen Lung (în chineză: 陳元龍). În același an, a obținut primul său rol principal, în Little Tiger of Canton, ce a avut o lansare limitată în Hong Kong în 1973. Din cauza eșecurilor comerciale din filmele în care a jucat și problemelor în a se angaja pe postul de cascador, Chan a primit rolul principal în comedia pentru adulți din 1975, All in the Family, care conținea prima și probabil unica scenă de sex din cariera actorului. De asemenea, este singurul film până în momentul de față care nu conține nicio scenă de luptă sau vreo cascadorie.
Chan și-a urmat părinții în Canberra în 1976, unde a urmat Dickinson College și a lucrat pe postul de muncitor în construcții. Un coleg de echipă pe nume Jack l-a luat pe Chan sub aripa sa, poreclindu-l „Micul Jack”, prescurtat mai apoi ca Jackie; din acel moment, folosește numele de Jackie Chan.  În plus, la finalul anilor ’90, Chan și-a schimbat numele chinezesc în Fong Si-lung (în chineză: 房仕龍), numele de familie adevărat al tatălui său fiind Fong.

## Cariera de actor

### Primele încercări: 1976-1979

Jackie Chan și-a început cariera în domeniul filmului pe postul de cascador în filmele Fist of Fury (1972) și Intrarea dragonului (1973, în imagine).

În 1976, Jackie Chan  a primit o telegramă de la Willie Chan, un producător de filme al industriei din Hong Kong, care era impresionat de munca de cascador a lui Jackie. Willie Chan i-a oferit acestuia un rol într-un film regizat de Lo Wei. Lo observase performanțele lui Chan în filmul Hand of Death (1976), regizat de John Hoo, și dorea să îl modeleze pe acesta asemenea lui Bruce Lee, în filmul New Fist of Fury. Numele lui de scenă s-a schimbat în Sing Lung (în chineză: 成龍, de asemenea scris și ca Cheng Long, având sensul de „cel ce devine dragonul”) pentru a sublinia similaritatea sa cu Bruce Lee, al cărui nume de scenă era Lei Siu-lung (în chineză: 李小龍, cu sensul de „Micul Dragon”). Filmul nu a avut succes, deoarece Chan nu era obișnuit cu stilul de arte marțiale al lui Lee. În ciuda acestui eșec, Lo Wei a continuat să producă filme pe teme similare, rezultatul fiind câștigurile mici la box office.
Prima apariție majoră a lui Chan a fost în filmul Snake in the Eagle’s Shadow din 1978, filmat în timp ce acesta era împrumutat la Seasonal Film Corporation. În regia lui Yuen Woo-ping, Chan a obținut libertate totală pentru cascadoriile sale. Filmul a inițiat genul de comedie kung fu, dovedindu-se a fi o împrospătare adusă audienței din Hong Kong. Chan a jucat apoi în Maestrul bețiv, care l-a propulsat pe actor către succesul mondial.
Odată cu întoarcerea lui Chan la studioul lui Lo Wei, Lo a încercat să creeze un film de comedie asemenea Maestrului bețiv, producând astfel Half a Loaf of Kung Fu și Spiritual Kung Fu. De asemenea, i-a dat lui Chan oportunitatea de a regiza The Fearless Hyena alături de Kenneth Tsang. Când Willie Chan a părăsit compania, acesta l-a sfătuit pe Jackie să se decidă dacă vrea sau nu să rămână cu Lo Wei. În timpul filmărilor pentru Fearless Hyena Part II, Chan și-a încheiat contractul și s-a alăturat companiei Golden Harvest, determinându-l pe Lo să îl șantajeze pe Chan cu triade, acuzându-l pe Willie pentru îndepărtarea vedetei lui. Disputa a fost rezolvată cu ajutorul actorului și regizorului Jimmy Wang Yu, care i-a permis lui Chan să rămână la Golden Harvest.

### Succesul filmelor de acțiune comedie: 1980-1987

Acțiunea filmului Police Story, numit și „Glass Story” (în română: „Poveste de sticlă”) pentru cascadoriile sale, este fixată într-o perioadă modernă.

Willie Chan a devenit managerul personal și bun prieten cu Jackie, rămânând astfel timp de peste 30 de ani. Acesta a ajutat la lansarea lui Chan pe plan internațional, începând cu primele filme ale actorului în industria americană, în ani 1980. Primul său film la Hollywood a fost Battle Creek Brawl din 1980. Chan a avut apoi un rol minor în filmul Cursa Ghiulea din 1981, cu un venit de 100 de milioane de dolari la nivel mondial. Cu toate că a fost în mare parte ignorat în favoarea actorilor americani precum Burt Reynolds, Chan a fost impresionat de secvențele eliminate din film și arătate în genericul de final, fiind inspirat să folosească acest procedeu pentru filmele sale viitoare.
După eșecul comercial al filmului The Protector din 1985, Chan și-a abandonat pentru o perioadă încercările de a pătrunde în industria americană, concentrându-se din nou pe filmele din Hong Kong.
Odată cu întoarcerea în Hong Kong, filmele lui Chan au început să obțină audienței mai mari în Asia de Est, cu succese timpurii în industria japoneză, precum The Young Master (1980) și Dragon Lord (1982). The Young Master a doborât recordul de box office deținut de Bruce Lee, iar Chan a devenit cel mai mare star de film din Hong Kong. Odată cu Dragon Lord, a început să experimenteze cascadorii elaborate, printre care o scenă de luptă la piramide care deține recordul pentru cele mai multe duble trase pentru o singură scenă și anume 2900, și scena finală de luptă unde acesta execută diverse cascadorii, inclusiv una în care face o rostogolire pe spate dintr-un pod, aterizând pe sol.
Chan a produs un câteva filme de acțiune comedie alături de prietenii săi de la școala de operă, Sammo Hung și Yuen Biao. Cei trei au jucat împreună pentru prima data în 1983 în Project A, care a introdus un stil de arte marțiale cu cascadorii periculoase, câștigând premiul pentru „Cel mai bun design de acțiune” la a treia ediție a Hong Kong Film Awards. În anii ce au urmat, „cei trei frați” au apărut în Wheels on Meals și în trilogia originală Lucky Stars. În 1985, Chan a produs primul film Police Story, o acțiune comedie cu influențe americane în care Chan execută un număr de cascadorii periculoase. A fost numit „Cel mai bun film” la ediția din 1986 a Hong Kong Film Awards. În 1987, Chan a jucat rolul „șoimului asiatic”, un personaj inspirat de Indiana Jones, în filmul Armura Divină. Filmul a reprezentat cel mai mare box office al lui Chan în interiorul țării, cu un venit de 35 de milioane de dolari de Hong Kong.

### Continuările filmelor și apariția la Hollywood: 1988-1998

Chan în filmul hollywoodian Bubuială în Bronx.

În 1988, Chan a jucat alături de Sammo Hung și Yuen Biao pentru ultima dată, în filmul Dragons Forever. Hung a co-regizat filmul împreună cu Corey Yuen, iar personajul negativ a fost jucat de Yuen Wah, amândoi fiind prieteni absolvenți ai Academiei de Arte Teatrale Chineze.
La finele anilor 1980 și începutul anilor ’90, Chan a avut roluri în mai multe continuări ale filmelor în care a jucat anterior, începând cu Police Story 2, care a câștigat premiul pentru „Cea mai bună coregrafie de acțiune” la ediția din 1989 a Hong Kong Film Awards. Acesta a fost urmat de Armura Divina II: Operațiunea Condorul și Police Story 3: Super Cop, pentru care Chan a câștigat premiul pentru „Cel mai bun actor” la Golden Horse Film Festival în 1993. În 1994, Chan și-a reluat rolul lui Wong Fei-hung în Maestrul bețiv 2, care a figurat în clasamentul celor mai bune filme din toate timpurile al revistei Time. O altă continuare, Police Story 4: First Strike, i-a adus lui Chan mai multe premii și succese la box office în interiorul țării, însă nu a prins la fel de bine în străinătate. Jackie Chan și refăcut ambițiile de a juca la Hollywood în anii 1990, dar a refuzat ofertele inițiale de a juca roluri de personaje negative pentru a evita să nu fie identificat în viitor cu un asemenea personaj. De exemplu, Sylvester Stallone i-a oferit rolul lui Simon Pheonix, un criminal în filmul futurist Demolition Man. Chan a refuzat rolul, iar acesta a fost luat de Wesley Snipes.

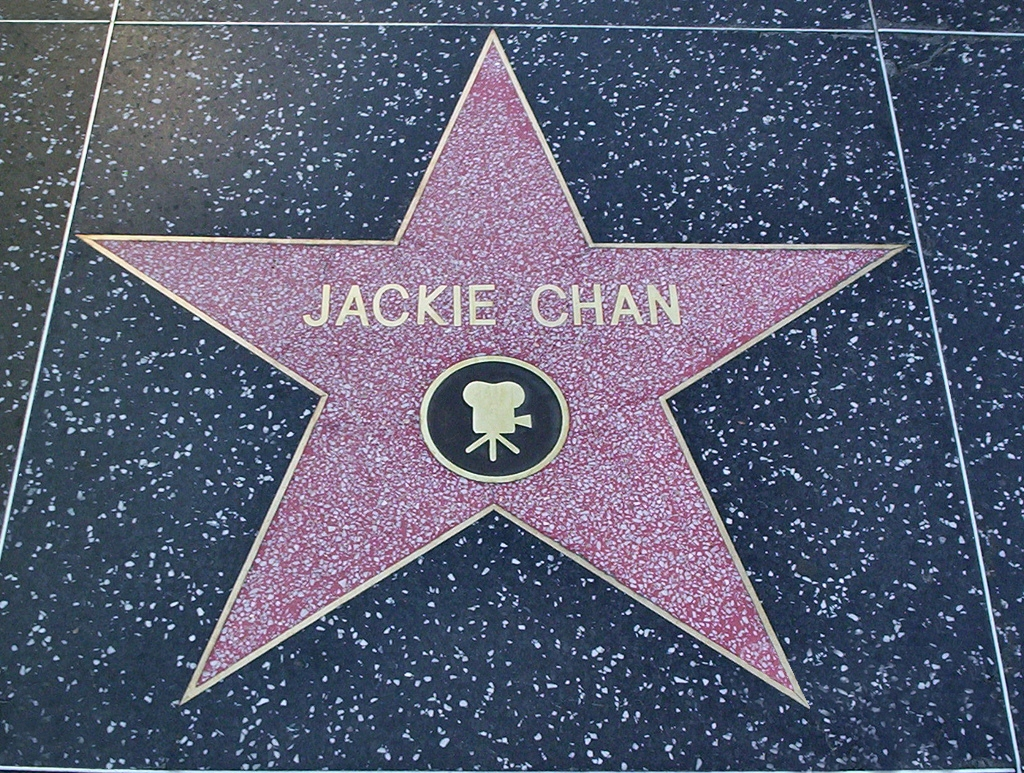
Steaua lui Jackie Chan pe Hollywood Walk of Fame

Chan a reușit într-un final să ajungă în industria de film nord-americană în 1995 cu Bubuială în Bronx, în urma căruia s-a creat un sediu de fani în Statele Unite, lucru rar pentru o vedetă din Hong Kong. Succesul filmului Bubuială în Bronx a dus și la lansarea în Statele Unite a Police Story 3: Super Cop, sub numele de Supercop, obținând un venit total de 16,270,600 de dolari americani. Primul success mondial al lui Jackie a venit atunci când a jucat alături de Chris Tucker în filmul de acțiune comedie Rush Hour, din 1998, cu un venit de 130 de milioane de dolari americani numai în Statele Unite. Filmul l-a transformat pe Jackie Chan într-o vedetă hollywoodiană. Fiind și un cascador publicitar, Jackie și-a scris autobiografia I Am Jackie Chan  în colaborare cu Jeff Yang.

### Succesul la Hollywood și dramatizarea: 1999-2007

Jackie Chan joacă pentru prima dată rolul unui personaj negativ în filmul Rob-B-Hood: un hoț dependent de jocurile de noroc.

În 1998, Chan a lansat ultimul său film alături de Golden Harvest, Who Am I? După ce a părăsit compania în 1999, acesta a produs și a jucat alături de Shu Qi în comedia romantică Gorgeous, concentrată pe relații personale și cu puține secvențe implicând artele marțiale. Chan a ajutat apoi la crearea jocului pentru PlayStation din 2000 Jackie Chan Stuntmaster, pentru care și-a împrumutat vocea și a executat scenele de motion capture. Succesul său la Hollywood a continuat, jucând alături de Owen Wilson în filmul de acțiune comedie western Shanghai Noon, care a fost de asemenea un succes de box office și a avut o continuare, Shanghai Knights (2003). S-a reunit cu Chris Tucker pentru Rush Hour 2 (2001), care a fost o reușită chiar mai mare decât primul film, și a experimentat efecte speciale în filme precum The Tuxedo (2002) și The Medallion (2003). În ciuda acestor succese, Chan a devenit frustrat de sfera limitată de roluri și de lipsa de control asupra procesului de producție. În 2003, ca răspuns la retragerea companiei Golden Harvest din industria cinematografică, Chan și-a creat propria companie de film, JCE Movies Limited (Jackie Chan Emperor Movies Limited), în colaborare cu Emperor Multimedia Group (EMG). Din acel moment, filmele sale au început să conțină un număr ridicat de scene dramatice, având totuși succese de box office; printre acestea se numără New Police Story (2004), The Myth (2005) și Rob-B-Hood (2006).
Următorul rol al lui Chan a fost în cea de-al treilea film din seria Rush Hour: Rush Hour 3, lansat în august 2007. Acesta a avut un venit de 255 de milioane de dolari americani. Cu toate acestea, a fost o dezamăgire pentru audiențele din Hong Kong, având un venit de doar 3,5 milioane de dolari de Hong Kong în timpul weekendului de lansare.